# 메서슈미트 Me 262
메서슈미트 Me 262(독일어: Messerschmitt Me 262, 전투기형 별명: Schwalbe, 전폭기형 별명: Sturmvogel)는 독일 메서슈미트가 개발한 전투기이자 전폭기이다. 메서슈미트 Me 262는 세계 최초로 운용된 제트 전투기이다.
Me 262의 설계는 제2차 세계 대전 이전인 1939년 4월에 시작되었다. 1941년 4월 18일 피스톤 엔진으로 첫 비행을 했으며, 1942년 7월 18일 제트 동력으로 첫 비행을 했다. 엔진 문제, 금속공학 문제, 독일 공군의 헤르만 괴링과 아돌프 히틀러의 간섭으로 인해 진행이 지연되었다. 독일의 지도자는 방어 요격기로 생각되는 Me 262를 지상 공격/폭격기로 재설계할 것을 요구했다. 이 항공기는 1944년 중반에 루프트바페와 함께 운용되기 시작했다. Me 262는 영국의 제트 추진 글로스터 미티어를 포함한 연합군 전투기보다 더 빠르고 더 많은 무장을 갖추었다. 연합군은 지상과 이착륙 시 항공기를 공격함으로써 대응했다.
제2차 세계 대전의 가장 진보된 전투기 중 하나인 Me 262는 경폭격기, 정찰기, 그리고 실험적인 야간 전투기로 운용되었다. Me 262는 연합군 전투기에 대항하는 효과적인 공대공 전투기였다. 독일 조종사들은 542대의 연합군 항공기가 격추되었다고 주장했지만, 때때로 더 높은 수치가 제기되기도 했다.
이 항공기는 전략물자의 부족과 융커스 유모 004B1 축류 터보제트 엔진과의 설계 타협으로 인해 신뢰성에 문제가 있었다. 전후 연합군의 연료 공급 공격으로 항공기의 성능도 저하되었다. 독일 내의 무기 생산은 보다 쉽게 제조되는 항공기에 집중되었다. 궁극적으로, Me 262는 늦게 도입되었고 도입된 항공기의 수가 적었기 때문에 전쟁에 거의 영향을 미치지 못했다. 그리고 엔진이 쉽게 과열되는 문제도 있었다.
독일에서 Me 262는 제2차 세계 대전 이후 사용되지 않았지만, 체코슬로바키아 공군은 1951년까지 소수의 Me 262를 운용했다. 또한, 이스라엘은 2개에서 8개 사이의 Me 262를 사용했을 것으로 추정되는데 이것들은 Avia에 의해 제조되고 비밀리에 이스라엘에 공급된 것으로 추정되며, 그것들의 사용에 대한 공식적인 확인은 없다
다수의 포획된 Me-262는 주요 강대국들에 의해 연구되고 비행 시험을 거쳤으며 이후 소련에서 개발된 수호이 su-11 과 일본의 나카지마 킷카에 디자인적 영향을 미쳤다.

## 개발
독일은 1938년부터 제트기를 개발하기 시작하여 다음 해인 1939년 8월에 하인켈 제트기가 첫 번째 비행에 성공해, 터보 제트기관의 제작이 BMW사와 융커스사에서 시작되었다.
1939년 6월 7일, 메서슈미트사로부터 P1065 계획이 입안되어 그 설계의 완성도는 높았지만, 후에 생산된 기체와는 외관이 많이 차이가 났다. 예정되어 있던 BMW003 제트 기관이 개발중에 치수가 대형화되어, 그대로 기체에 달면 기체의 중심이 어긋나서위험했다. 그 해결책으로서 기관 외측의 주 날개를 후방으로 18.5도로 굽힌 후퇴익을 만들었다. 기관 장착 위치도, 처음에는 날개 사이에 설치하려 했으나, 그것은 간단하지 않았기 때문에 주 날개 아래로 장착 위치를 변경했다. 한층 더 정면에서 본 동체 형상을 타원형으로부터 향상되어 삼각형으로 변경해, 무장도 20 mm 기관포 3문에서 30 mm 기관포 4문으로 강화했다.
1941년 4월 18일에 시제품 1호기는 첫 번째 비행에 성공했지만, 당시 BMW 003 기관은 아직 완성되지 않아서 부득이 융커스 Jumo 210 G 왕복기관을 기수에 장착해 기체를 시험했다. 조종성은 매우 좋은 것으로 판명되었다. BMW003 기관이 탑재된 후에도, 안전상의 이유로 기수의 Jumo 210 G기관은 그대로 남았다.
1942년 3월 25일에 BMW 003을 장착한 Me-262기가 처음으로 비행했을 때 기관이 2개 모두 정지해 기수의 Jumo 210 G만으로 무사히 착륙했다. BMW 003은 신뢰성이 낮아 융커스사의 Jumo 004 기관으로 교체되었다.
1942년 7월 18일에 독일 남부의 군츠부르크 지구 라이프하임 공군 기지에서 프리츠 벤델의 조종에 의해 제트 기관만으로의 첫비행에 성공해, 제트기로서 새로운 출발을 알렸다. 그러나 개량이 더해졌다. 기관 안쪽의 주 날개에도 후퇴각이 붙어, 앞쪽 가장자리에 슬랫(주연 전연부에 설치된 가동식 또는 고정식의 작은 날개)을 추가했다. 또 당초 미륜식이었던 착륙 장치는, 시제 5호기로부터 전륜식으로 개조되었다. 시험 비행은 계속되어 1942년 중에 기체의 조정은 완료되었지만, Jumo 004 기관은 여전히 불안정해, 양산에는 시간이 걸렸다.
1943년이 되면서, 시제품 4호기가 공군 수뇌부에게 알려져 1943년 5월 22일에 아돌프 갈란트 중장이 시승했다. 갈란트는 이것을 극찬하여 프로펠러기에서 제트기로의 전환을 지시했다. 1943년 7월 25일에는 항공상 헤르만 괴링 원수 앞에서 시범 비행했다. 한층 더 전륜식 착륙 장치를 유압인입식으로 개량한 시제품 6호기가, 히틀러에게 알려졌다.
1943년 11월 26일, 히틀러 앞에서 Me-262의 시험 비행을 했다. 그 비행을 보고 히틀러는 감격해, Me-262를 고속 폭격기로 생산하도록 명해 참여하고 있던 괴링과 갈란트를 놀라게 했다. 히틀러는 대규모 폭격으로 독일에게 막대한 피해를 주던 연합국에 대한 보복과 유럽 대륙에의 침공을 준비하여 연합군에 대한 공격을 생각하고 있었다. 그러나, Me-262는 원래 전투기로서 설계되어 그것을 폭격기로 하는 것은 무리가 있어, 관계자는 폭격용의 Me-262 생산에 소극적이었다. 한층 더 연합군의 공습이 격화되어, 기관이 양산되는 1944년까지 폭격용 Me-262의 생산을 개시할 수 없었다. 그것을 안 히틀러는 격노하여 1944년 5월 23일의 회의에서 Me-262를 전투기라고 부르는 일을 금지하고, 갈란트는 파면되었다가 1945년 2월에 갈란트는 Me-262 부대의 지휘관이 되었다.
초기의 제트 기관의 문제는 저속시의 추진력이 약한 것이었다. 급가속하기 위해서, 스로틀을 열어 필요 이상으로 연료를 연소시키면, 고온의 열로 연소실을 녹여 기관이 고장나곤 했다. 기관의 수명은 최대 70시간이었고 평균 25~30시간이었다고 한다. 다른 한쪽 또는 양쪽 기관이 모두 고장나, 전투로부터 이탈해야 하는 경우가 자주 있었다고 한다. 본래의 성능을 내기 위해서는, 전투지역에 도착한 시점에서 이미 충분한 속도에 이르러 있어야 했다. 고도를 올리는 데에 매우 시간이 걸렸지만, 일단 상승하면 제 성능을 발휘할 수 있었다.
착륙은 어려웠다. 활주로에 접근 중, 무엇인가 문제가 생겨도 스로틀의 반응이 늦어 재빠르게 대처할 수 없었다. 연합군 조종사는 이 약점을 간파해 착륙 시에 공격했다. 게다가 당시의 프로펠러기와 비교해서 대량의 연료를 소비했다. 불과 30분 정도의 작전에서도 연료탱크를 가득 채워야 했다. Me-262는, 기체 내 앞부분과 후부에 주 연료탱크와 보조 연료탱크가 있어, 연료 탑재 용량은 합계 2,570L 로 비교적 많았다. 게다가 기체 밖 앞부분에 300L 증조를 2개 탑재할 수 있었다. 항속거리는 고도 6,000 m ~ 9,000 m였고, 속도는 850 km ~ 1,050 km였다.
운용장소는 콘크리트제 활주로로 한정되었다. 제트 기관은 이물질이 혼입되면 즉시 고장을 일으켰다. 또 전륜식 착륙 장치는 강도가 약해 부러지기 쉽고, 야전의 평평하지 않은 땅의 비행장에서의 운용 등은 논의되지 않았다. 대전 말기가 되면서 콘크리트제 활주로가 있는 독일 본토로부터 출격하고 있었으므로, 그 점은 별로 문제가 되지 않았다.
위의 여러 문제들에도 불구하고 메서슈미트262기는 당시의 프로펠러기를 퇴역시킬 충분한 성능을 가지고 있었다. 고도 6,000 m에서 시속 870 km 로 비행할 수 있어 다른 항공기보다 시속 150 km 이상이나 빨랐다. 숙련된 조종사가 잘 조종하면, 적의 폭격기 호위용 전투기를 어지럽게 해, 적의 폭격기를 공격하는 것이 쉬웠다. 폭격기 호위용 미국 육군의 P-51 전투기와 그 전까지 프로펠러기인 독일 공군 전투기로 요격이 곤란했던 영국 공군의 모스키토 경폭격기도 따라잡을 수가 있었으므로, 연합군기는 Me-262전투기를 피할 방법이 없었다.

## 실전에서의 사용

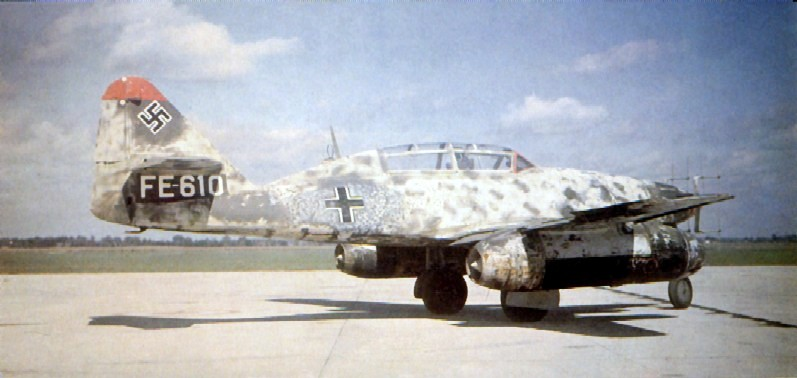
야간 전투기 버전인 Me-262B-1a/U1

처음에는, 독일 공군의 정예 조종사만이 탑승이 허락되었다. 전투에 있어서의 전제로서 공중전에서 하는 선회를 결코 해서는 안 된다고 여겼다. 선회하면, 기체가 무겁기 때문에 빠르게 속도가 저하해 버리기 때문이었다. 저속으로부터의 가속력이 낮은 Me 262는 한 번 실속해 버리면 전투 중에 다시 실속에서 벗어나는 것은 거의 불가능했다. 그 속도의 우위를 유지하기 위해서, 숙련된 조종사는 속도를 크게 떨어뜨리는 일 없이 완만하게 선회해, 폭격기의 편대를 추월해서 공격했다. Me 262의 특성을 이해한 독일 공군의 베테랑조종사는 연합군의 폭격기를 호위하고 있는 전투기를 처음부터 상대도 하지 않고, 폭격기들만을 일방적으로 격추할 수가 있었다.
그러나, 전황이 악화되어 숙련된 조종사들이 점점 사라지면서 미숙한 조종사들도 탑승하게 되었다. 그들은 연합군의 조종사들에 의해서 선회전으로 끌여들여져 간단하게 격추되었다.
전쟁 말기가 되면서, 비행할 수 있는 기체의 수도 매우 적어졌다. 비록 있었다고 해도, 압도적인 연합군기의 수에 비하면, 전쟁의 추세를 바꿀 수는 없었다. 1945년 3월 18일, 37대의 Me 262가 1221대의 폭격기와 그것을 호위 하는 632대의 전투기로 구성된 대폭격기대를 공격했다. 그 결과, 12대의 폭격기와 1대의 전투기를 격추했지만, Me 262 자신들도 3대를 잃었다. 이 4대 1이라고 하는 격추율은 독일 공군이 꿈에 그리던 숫자와 같았지만, 연합군으로서는 전체의 1% 정도의 손해에 지나지 않았고, 오히려 고장으로 추락한 Me 262의 수가 많았다고 한다.
제2차 세계 대전 후, 독일의 다른 선진 기술과 함께 Me 262는 미국과 소련이 접수하여 기체는 충분히 연구되어 미국, 소련의 초기의 제트 전투기의 개발에 반영되었다.

## 기종

### 제2차 세계 대전 중
- A-0 - 전투기형 A시리즈 선행 생산형
- A-1a - 생산형, 예거(Jäger, 전투기), 야보(Jabo, 전투 폭격기)
  - A-1a/U1 - 선단에 2정, 전부 6정의 기관포를 장비한 시험 제작기(1기)
  - A-1a/U2 - 전천후 항공 전자기기를 탑재한 시험 제작기(1기)
  - A-1a/U3 - 단거리 정찰기형, Rb50/30 카메라와 MK 108　30 mm 기관포 1문 장비
  - A-1a/U4 - 기수에 MK 214A 50 mm 기관포를 장비한 요격기
  - A-1a/U5 - 기수의 무장을 MK 108 4문에서 6문으로 해, 휴대탄수를 100발이 2문, 85발이 2문, 65발이 2문으로 했다.
- A-1b - 기관이 BMW 003 로 교체된 이외에는 A-1 a와 동형. 소수만 생산
- A-2a - 기관포를 2정만 장비한 폭격기형
  - A-2a/U1 - 개량된 폭격 조준기를 설치한 시험 제작기(1기)
  - A-2a/U2 - 고속 폭격기형. 기수에 폭격수석을 신설해, 1호기는 로후테 7 H3 폭격조준기를 장비, 2호기는 로트페칸트르 II 조준기를 장비
- A-3a - 지상 공격기형
- A-4a - 정찰기형
- A-5a - 정찰기형의 최종형, 전쟁 말기에 소수만 생산
- B-1a - 복좌형의 훈련기
  - B-1a/U1 - 야간 전투기형. FuG218 네프트레이다를 장비
- B-2 - 동체를 편 야간 전투기형
- C-1a - 꼬리 부분에 발터 로켓을 단 요격 전투용의 시험 제작기(1기)
- C-2b - 엔진의 나셀(엔진을 싣는 곳)에 BMW의 로켓 부스터를 장착한 요격 전투용의 시험 제작기(1기)
- C-3a - 동체에 발터 로켓을 장착한 요격 전투용의 시험 제작기(1기)
- D-1 - 상향(上向)으로 장착되어 센서에 의해 폭격기를 감지해 자동으로 발사되는 5 cm 무반동포　SG500 Jagdfaust를 장비하는 특수형
- E-1 - A-1a/U4를 기본으로 기관포를 장비한 특수형
- E-2 - R4M 로켓탄을 48발 탑재하는 특수형으로, 활약한 것은 패전 직전의 1개월간으로 짧지만, 무서운 전과를 올렸다

### 계획기
- Lorin - 직경 1.15 m, 전체 길이 5.9 m 의 램제트 기관을 Jumo 004 위에 장착한 고속형
- Schnellbomber 1 - 고속 폭격기로 구상. 4,050 L 의 연료를 탑재해 1,000 kg 폭탄을 탑재할 수 있다.
- Schnellbomber 1a - 조종석을 기수로 이동시켜 동체에 5개의 연료 탱크를 장착한 고속 폭격기
- Schnellbomber 2 - 동체를 새롭게 설계해 4,450 L 의 연료를 탑재해 1,000 kg 의 폭탄을 동체 내에 탑재
- Aufklärer 1 - 사진 촬영용 정찰기. A-1a/U3의 기수의 무장을 철거해 500 L 의 연료 탱크와 Rb75/30 카메라 및 Rb20/30 카메라를 탑재
- Aufklärer 1a - Schnellbomber 1a 의 동체를 유용(流用)해, Rb75/30 카메라 2기를 동체 중앙에 장비
- Aufklärer 2 - Schnellbomber 2의 동체를 유용(流用)해, 5,450 L 의 연료와 Rb75/30 카메라 2기, Rb20/30 카메라를 1기 탑재
- HG1 - 레이싱 캐노피로 불리는 소형의 유선형 캐노피를 탑재해, 수평꼬리에 후퇴각을 붙여 수평꼬리를 크게 한 고속 계획 1단계
- HG2 - HG1과 동일한 정도로 개조. 개조와 병행해서 주 날개를 25% 뒤로 젖혀 현장(날개의 앞뒤 방향의 길이) 35도의 후퇴각으로 변경한 고속 계획 2단계
- HG3 - Me262의 동체를 이용해 대폭적인 설계 변경을 한 야간 전투기형. 주 날개는 신설계해 45도 후퇴각으로, 기관은 He S011의 2기를 주 날개 밑에 수납, 착륙기어를 주 날개 밑에 장착. 뒷날개와 캐노피는 HG1와 동등한 것으로 변경. 기수에는 FuG 240 베를린 레이다를 수납. 승무원은 3명. 기수에 MK 108를 4문, 조종석 맨 뒤쪽 좌우에 슐레겜지크 MK 108 2문 장비.

### 대전 후
- 아비아 S-92 - A-1 a와 동형, 체코슬로바키아가 생산
- 아비아 CS-92 - B-1 a와 동형, 체코슬로바키아가 생산
- 2003년부터, 미국 텍사스주의 텍사스 항공기 공장이 Me 262의 복제품을 제작하는 과정에서, 현 시점에서 2대가 완성, 비행 가능 상태. 기관은 제너럴 일렉트릭사 J85 기관으로, 안전 장치의 추가, 다리의 강도 강화 등이 행해짐. 명칭은 멧서슈미트사(현 EADS)의 승인을 얻어 A-1c (단좌형)와 B-1c(복좌형)로 하였다.

## 제원(Me 262 A-1a)
- 승무원：1명
- 전장：10.58 m
- 익장：12.5 m
- 전고：3.83 m
- 날개 면적：21.7 m²
- 중량：3,800 kg
- 최대이륙중량：6,400 kg

Me 262의 삼면도

- 동력：융커스 Jumo 004B-1 터보 제트기관 2발
- 추진력：18 kN
- 최고속도：870 km/h
- 항속거리：1,050 km
- 상승 한도：11,450 m
- 상승률：1,200 m/분

#### 무장
- 고정 무장 1 (하이맛쉬쳐)：

```
30mm MK 108 기관포 4문
```

- 고정 무장 2 (A-1a/U1) :

```
30mm MK 103 기관포 2문
30mm MK 108 기관포 2문
20mm MG 151 기관포 2문
```

- 고정 무장 3 (슈트름포겔) :

```
30mm MK 108 기관포 2문
```

- 로켓탄：55mm R4M 로켓 로켓탄 24발
- 폭장 (me-262 A-1a jabo 전폭기형) :

```
  50kg 폭탄 sc 50 8발
 100kg 폭탄 sc 100 4발
 250kg 폭탄 sc 250 4발
 500kg 폭탄 sc 500 2발
 
 소이탄 
 C 250 소이탄 4발
 C 250 소이탄 2발
```

## 같이 보기
- 글로스터 미티어
- 하인켈 He 280
- 록히드 P-80 슈팅스타
- 나카지마 J9Y 깃카

### 참조주
1. ↑  Radinger & Schick 1996, 23쪽.
2. ↑  Price 2007, 36–37쪽.
3. ↑  Radinger & Schick 1996, 49쪽.
4. ↑  Balous, Rajlich & Velek 1995, 53쪽.
5. ↑  Gunston 1988, 240쪽.
6. ↑  Boyne 1994, 325쪽.
7. ↑  Green 1970, 634–638쪽.
8. ↑  Morgan & Weal 1998, 78쪽.
9. ↑  Kitchen 2015, 213, 243쪽.
10. ↑  Gunston 1984, 163쪽.
11. ↑  Heath 2022, 210쪽.

### 내용주
1. ↑  모르간과 빌은 생산된 모든 제트 전투기가 745대의 연합군 항공기를 격추시켰다고 주장했다.[8]